# Huracán Nate (2011).
La tormenta tropical Nate causó inundaciones menores en el estado de Veracruz, México, durante septiembre de 2011. Fue el decimoquinto ciclón tropical y la decimocuarta tormenta tropical de la temporada de huracanes del Atlántico de 2011. Nate se desarrolló a partir de un sistema de baja presión en la Sonda de Campeche el 7 de septiembre. En principio, se mantenía firme serpenteando de manera irregular mientras se intensificaba antes de convertirse en huracán. Rachas de aire seco debilitaron significativamente al fenómeno, hasta tocar tierra el 12 de septiembre a las 16:00 UTC en Nautla, Veracruz, con vientos de 75 km/h.
El día 8 de septiembre la plataforma petrolera mexicana Trinity II, ubicada en la Sonda de Campeche, fue evacuada al haberse inclinado por las fuertes marejadas producidas por Nate, donde 10 trabajadores naufragaron: 4 mexicanos, 4 estadounidenses, 1 bengalí y 1 australiano. El día 11 de septiembre fueron encontrados vivos 6 de ellos y 4 cuerpos flotando cerca de Cayo de Arcas.